# Chirbat al-Ward
Chirbat al-Ward (arab. خربة الورد) – miejscowość w Syrii, w muhafazie Damaszek. W 2004 roku liczyła 7293 mieszkańców.